# Кирхвалзеде
Кирхвалзеде (њем. Kirchwalsede) општина је у њемачкој савезној држави Доња Саксонија. Једно је од 57 општинских средишта округа Ротенбург (Виме). Према процјени из 2010. у општини је живјело 1.268 становника. Посједује регионалну шифру (AGS) 3357031.

## Географски и демографски подаци
Кирхвалзеде се налази у савезној држави Доња Саксонија у округу Ротенбург (Виме). Општина се налази на надморској висини од 54 метра. Површина општине износи 36,9 km². У самом мјесту је, према процјени из 2010. године, живјело 1.268 становника. Просјечна густина становништва износи 34 становника/km².